# 王书君
王书君（1948年—），山东青岛人，美籍战史学家。

## 生平
王书君早年曾就读于青岛文登路小学、青岛第二中学。后考入山东大学历史系。1982年毕业后曾任职于在青岛市社会科学院。1987年被聘为副研究员，1992年升任研究员。1994年，他在历史学家唐德刚引荐下赴美国哥伦比亚大学东亚研究所访学。后加入美国国籍。2006年，他与陈一谘、王丹等在美国发起成立纪念胡耀邦赵紫阳基金会，并出任秘书长一职。后于2021年起任基金会副会长。2017年，他获颁世界华商投资基金会主办的第15届“世界杰出华人奖”。
王书君长期从事战争史研究，先后出版过《二战海空大战纪实：太平洋海空战》《日美太平洋血战记》《二次大战风云录》《张学良世纪传奇：口述实录》《太平洋大战》三部曲等著作。其中《张学良世纪传奇》一书出版后受到了颇多争议。该书引用了王书君从唐德刚处借得的11盘采访张学良的录音带，出版时也署名“访录者唐德刚”，但该书的出版并没有得到唐德刚的正式授权（唐德刚后来根据录音带内容出版了《张学良口述历史》）。哈尔滨作家张永滨则表示该书的部分内容抄袭了他所著的《张学良写真》《百年少帅张学良传》。他因此起诉了王书君与出版方山东友谊出版社，最终北京市第二中级人民法院于2005年判决王书君败诉，要求其赔礼道歉并赔偿张永滨的经济损失。此外，还有多位研究张学良的专家指出了该书其他内容的诸多错误。
2022年3月，王书君因其涉嫌为中国政府充当代理人遭美国司法部起诉。司法部披露的材料指出其至少从2015年起便在中国国家安全部的指使下收集一些海外异见人士、香港民主活动人士的信息并汇报给国安部。2024年8月，王书君外国代理人等四项罪名成立。